# Мозваш
Мозваш (перс. مزوش) — село в Ірані, у дегестані Гастіджан, у Центральному бахші, шахрестані Деліджан остану Марказі. За даними перепису 2006 року, його населення становило 165 осіб, що проживали у складі 65 сімей.

## Клімат
Середня річна температура становить 10,41 °C, середня максимальна – 28,43 °C, а середня мінімальна – -9,77 °C. Середня річна кількість опадів – 171 мм.
| Клімат поселення                              | Клімат поселення | Клімат поселення | Клімат поселення | Клімат поселення | Клімат поселення | Клімат поселення | Клімат поселення | Клімат поселення | Клімат поселення | Клімат поселення | Клімат поселення | Клімат поселення | Клімат поселення |
| Показник                                      | Січ.             | Лют.             | Бер.             | Квіт.            | Трав.            | Черв.            | Лип.             | Серп.            | Вер.             | Жовт.            | Лист.            | Груд.            |                  |
| Середній максимум, °C                         | 5,99             | 6,96             | 10,44            | 16,61            | 21,65            | 27,30            | 28,43            | 27,90            | 24,01            | 17,89            | 11,66            | 6,45             |                  |
| Середня температура, °C                       | −1,89            | −0,92            | 2,57             | 8,75             | 13,78            | 19,42            | 22,92            | 22,39            | 18,49            | 12,37            | 6,14             | 0,92             |                  |
| Середній мінімум, °C                          | −9,77            | −8,8             | −5,3             | 0,87             | 5,90             | 11,55            | 17,41            | 16,87            | 12,98            | 6,86             | 0,62             | −4,58            |                  |
| Норма опадів, мм                              | 26               | 27               | 35               | 24               | 17               | 2                | 2                | 1                | 0                | 6                | 13               | 18               |                  |
| Середньомісячна швидкість вітру, м/с          | 1.49             | 2.16             | 2.52             | 2.44             | 2.24             | 2.17             | 1.99             | 1.80             | 1.78             | 1.74             | 1.51             | 1.08             |                  |
| Середньомісячна сонячна радіація, кДж/м²·день | 9814             | 12798            | 15726            | 18971            | 22766            | 26649            | 26027            | 24535            | 21567            | 16245            | 11693            | 9599             |                  |
| --------------------------------------------- | ---------------- | ---------------- | ---------------- | ---------------- | ---------------- | ---------------- | ---------------- | ---------------- | ---------------- | ---------------- | ---------------- | ---------------- | ---------------- |
| Джерело:                                      |                  |                  |                  |                  |                  |                  |                  |                  |                  |                  |                  |                  |                  |